# Škofja Loka
Škofja Loka là một khu tự quản (tiếng Slovenia: občine, số ít – občina) trong vùng Gorenjska của Slovenia. Škofja Loka có diện tích 146 km2, dân số là theo điều tra ngày 31 tháng 3 năm 2002 là 22118 người. Thủ phủ khu tự quản Škofja Loka đóng tại Škofja Loka.